# Villa Antonie Henrici
Die Villa Antonie Henrici steht im Stadtteil Oberlößnitz der sächsischen Stadt Radebeul, im Augustusweg 43. Sie wurde 1898 durch die Lößnitz-Baumeister Gebrüder Ziller für Antonie Henrici errichtet.

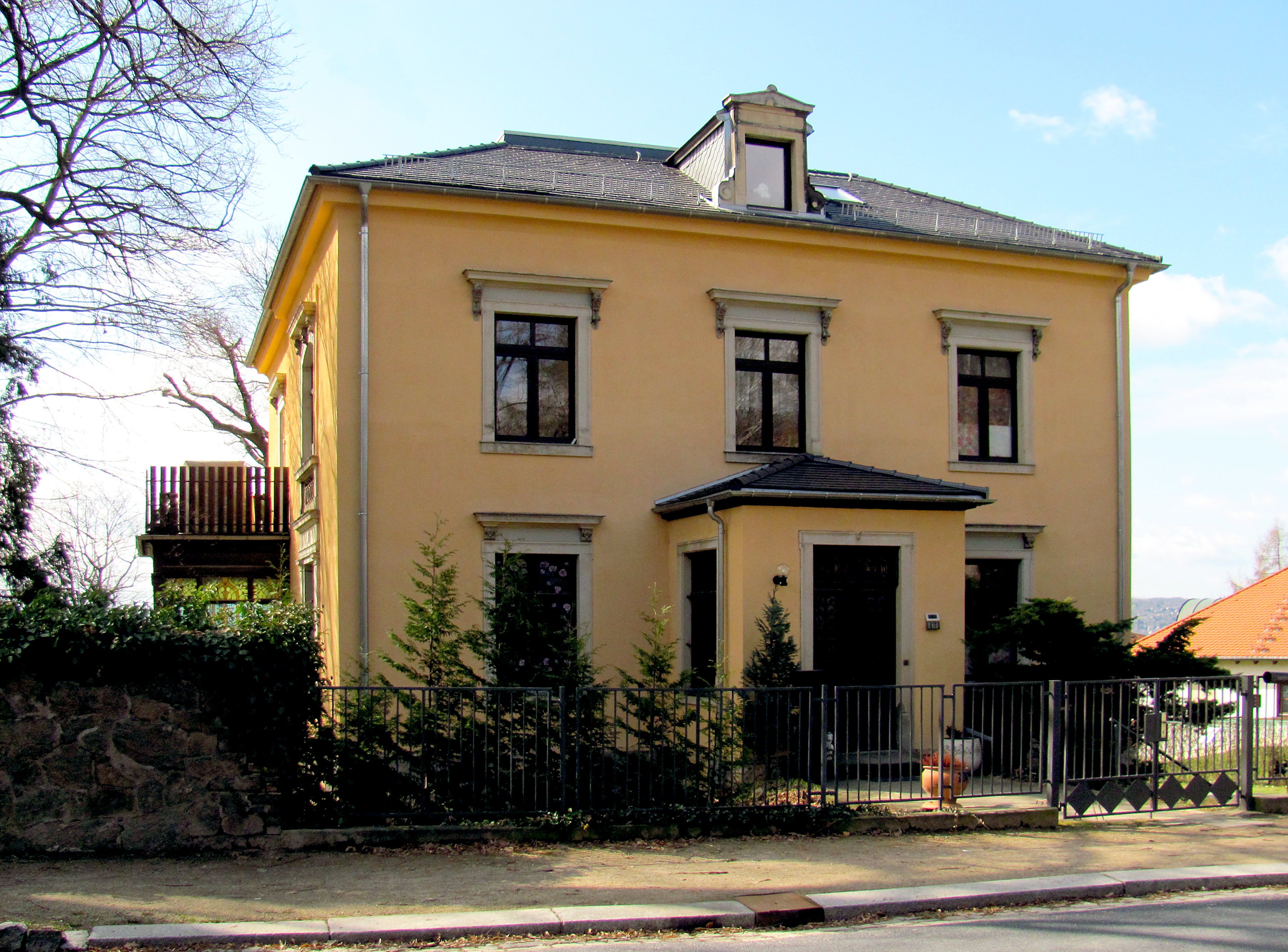
Villa Antonie Henrici

## Beschreibung

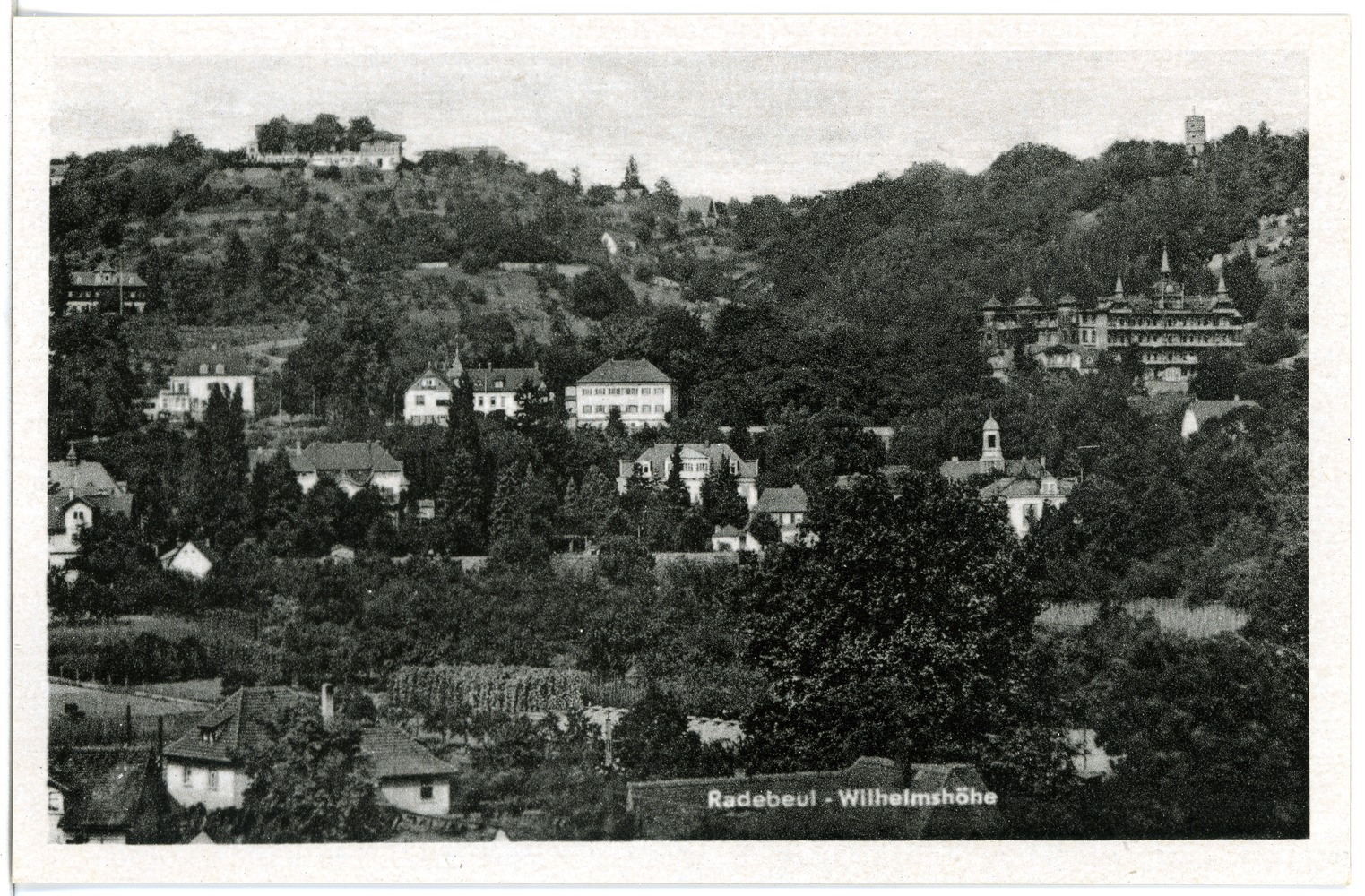
1942: Vor dem Turmhaus rechts von Haus Sorgenfrei steht auf der anderen Straßenseite die Villa Antonie Henrici (Rückseite). Rechts darüber Bilz-Sanatorium und Mäuseturm. Links: Einfamilienhaus Alfred Tischer, Villa Steinbach, Villa Sommer, Weingut Hofmannsberg, Einfamilienhaus Weinbergstraße 46, Haus in der Sonne, Wilhelmshöhe.

Die Villa steht einschließlich der Jugendstil-Farbverglasung unter Denkmalschutz. Sie ist ein zweigeschossiges Gebäude auf der Südseite des Augustuswegs, unmittelbar benachbart zur Villa Sonnenhof an der Südwestecke des Eduard-Bilz-Platzes.
Wegen der Hanglage weist das Gebäude nach Süden zum Garten ein Souterraingeschoss auf. Obenauf sitzt ein flaches und abgeplattetes Walmdach, mit Schiefer gedeckt, das zur Straße wie auch zum Garten jeweils mittig eine einzelne Lukarne aufweist.
Die dreiachsige Straßenansicht ist symmetrisch ausgebildet, sie weist in der Mitte einen eingeschossigen Eingangsvorbau auf. Die durch Gewände eingefassten Fenster weisen horizontale Verdachungen auf. Die Veranda auf der rechten Seite des Wohnhauses ist heute zweigeschossig durch die Aufstockung im Jahr 1933, die hölzerne Veranda auf der linken Seite mit Austritt obenauf weist eine Jugendstil-Verglasung auf.

## Geschichte
Henrici ließ sich 1898 eine einfache, für die Architektur der Gebrüder Ziller charakteristische Villa errichten. Zu Beginn des Ersten Weltkriegs wurden auf Kosten der Eigentümerin größere Umbaumaßnahmen vorgenommen, um das Gebäude in ein Heim für erholungsbedürftige Soldaten umzuwandeln, woraufhin sie es 1915 der Gemeinde schenkte.
Der Architekt Albert Patitz stockte 1933 die rechte Veranda auf.